# Mahdi Al-Ragdi
Mahdi Ali Mohammed Al-Ragdi (1º gennaio 1964) è un ex giocatore di calcio a 5 saudita.

## Carriera
Come massimo riconoscimento in carriera vanta la partecipazione al FIFA Futsal World Championship 1989 in cui la nazionale saudita è stata eliminata nel girone del primo turno comprendente Brasile, Ungheria e Spagna.